# S-Bahn

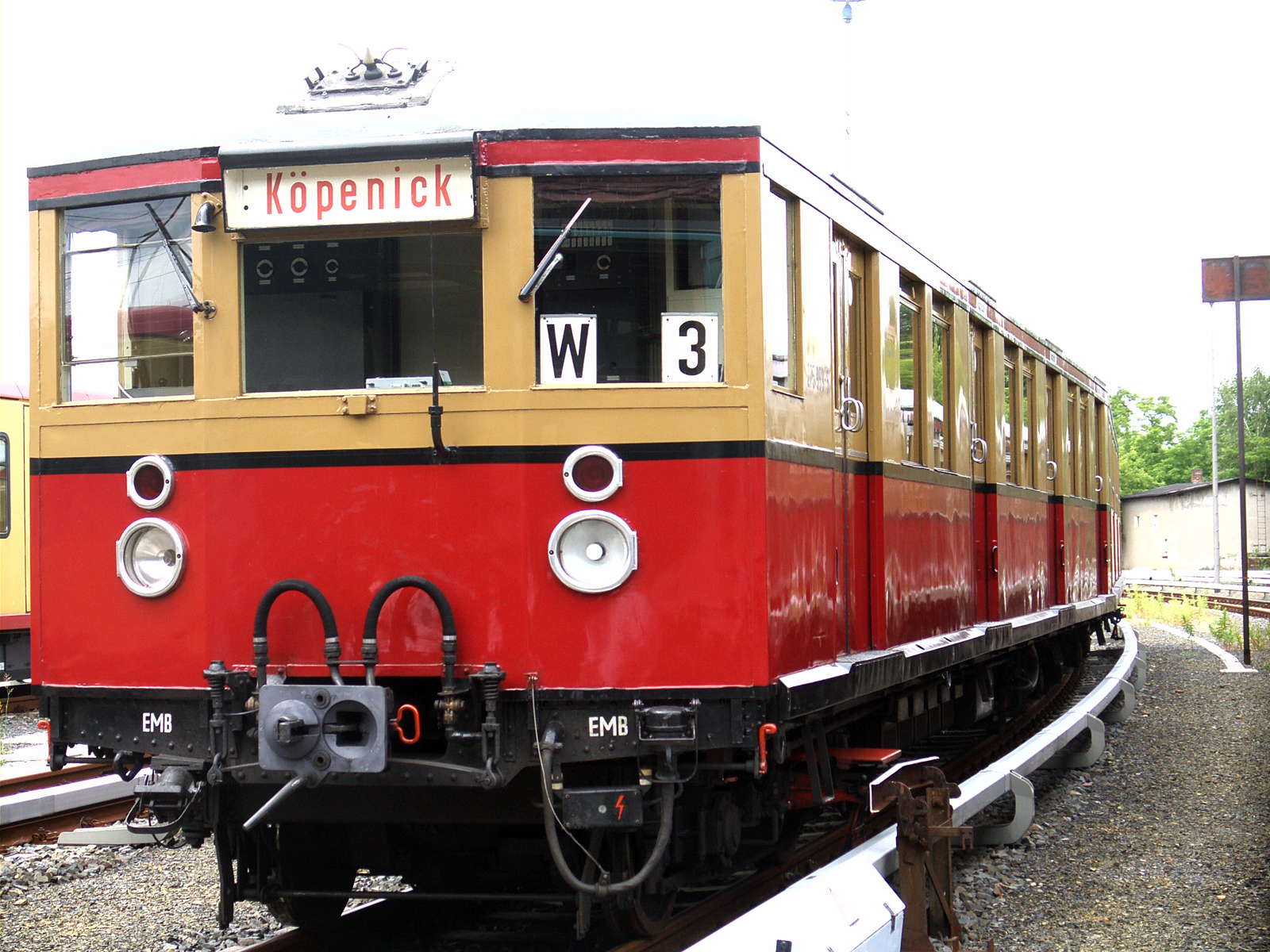
Jednotky ř. ET 165, později ř. 475 z let 1928–1932 byly první masově nasazenou řadou vozidel S-Bahnu. V berlínské síti sloužily až do roku 1997.

S-Bahn je označení specifického systému městské nebo příměstské železnice, tvořícího součást systému příměstské a městské hromadné dopravy. Je vžité zejména v německojazyčných zemích. Označení pochází z němčiny, bývá vykládáno jako zkratka ze Stadtschnellbahn (městská rychlodráha), ze Stadtbahn (městská dráha) nebo Schnellbahn (rychlodráha). (V češtině se označení S-Bahn někdy skloňuje podle mužského rodu, ač v němčině je ženského rodu). 
S-Bahn v některých městech je spíše příměstská železnice, navazuje na celostátní železniční síť a zastavuje i na jejích nádražích, v jiných městech má spíše charakter povrchového metra, v centrech některých měst i klasického podzemního metra. Typickými znaky, kterými se S-Bahn od ostatní železniční dopravy liší, je:
- provoz se uskutečňuje v taktu (v krátkých pravidelných intervalech)
- zapojení do tarifního systému městské dopravy nebo speciální tarif (na některých S-Bahnech platí souběžně také dálkové železniční jízdenky)
- napojení této dráhy na jiné prostředky městské hromadné dopravy je výrazné
- v mnoha případech používá vlastních tratí oddělených od ostatního železničního provozu
- při koncipování vagónů je kladen důraz na možnost rychlého a častého výstupu a nástupu cestujících

Oproti klasickému metru se linky S-Bahnu častěji větví (některé úseky tratí užívá více linek najednou). 

## S-Bahn v Německu
První německou městskou dráhu dalo do provozu město Berlín 8. srpna 1924. Jednalo se o trasu Stettiner Vorortbahnhof – Bernau s napájením 800 Vss, následoval Hamburk roku 1934. V obou případech se zpočátku jednalo o rekonstrukci městských tratí provozovaných do té doby v parní trakci. V grafikonu 1928/29 bylo poprvé zavedeno označení Stadtschnellbahn a ve stejné době se na nádraží v Halensee prvně objevilo namalované logo SS-Bahn. Od 1. prosince 1930 se používá označení s bílým S v zeleném poli a název S-Bahn.
Při elektrifikaci tratí zvolili provozovatelé napájení stejnosměrným elektrickým proudem s postranní přívodní kolejnicí, čímž se vyhnuli větším přestavbám v tunelech a pod mosty. Tratě byly zprvu používány jak elektrickými jednotkami, tak i klasickými soupravami v parní nebo motorové trakci. V obou městech však od tohoto smíšeného provozu bylo později ustoupeno, mimo jiné i proto, že při pozdější elektrifikaci železničních drah se používalo trolejové vedení pro střídavý proud a kombinace obou systémů by byla velice nákladná. V těchto dvou městech došlo tedy k úplnému oddělení S-Bahnu od železnice, a S-Bahn v Berlíně a Hamburku jsou dnes jediné, které používají stejnosměrný proud. Ostatní provozy S-Bahn v Německu používají standardní napájení trolejovým vedením nebo případně i motorovou trakci (některé linky v Rostocku a u dráhy v Porýní (Ruhr)) a soupravy S-Bahn obvykle jezdí po stejných kolejích s ostatními vlaky. 

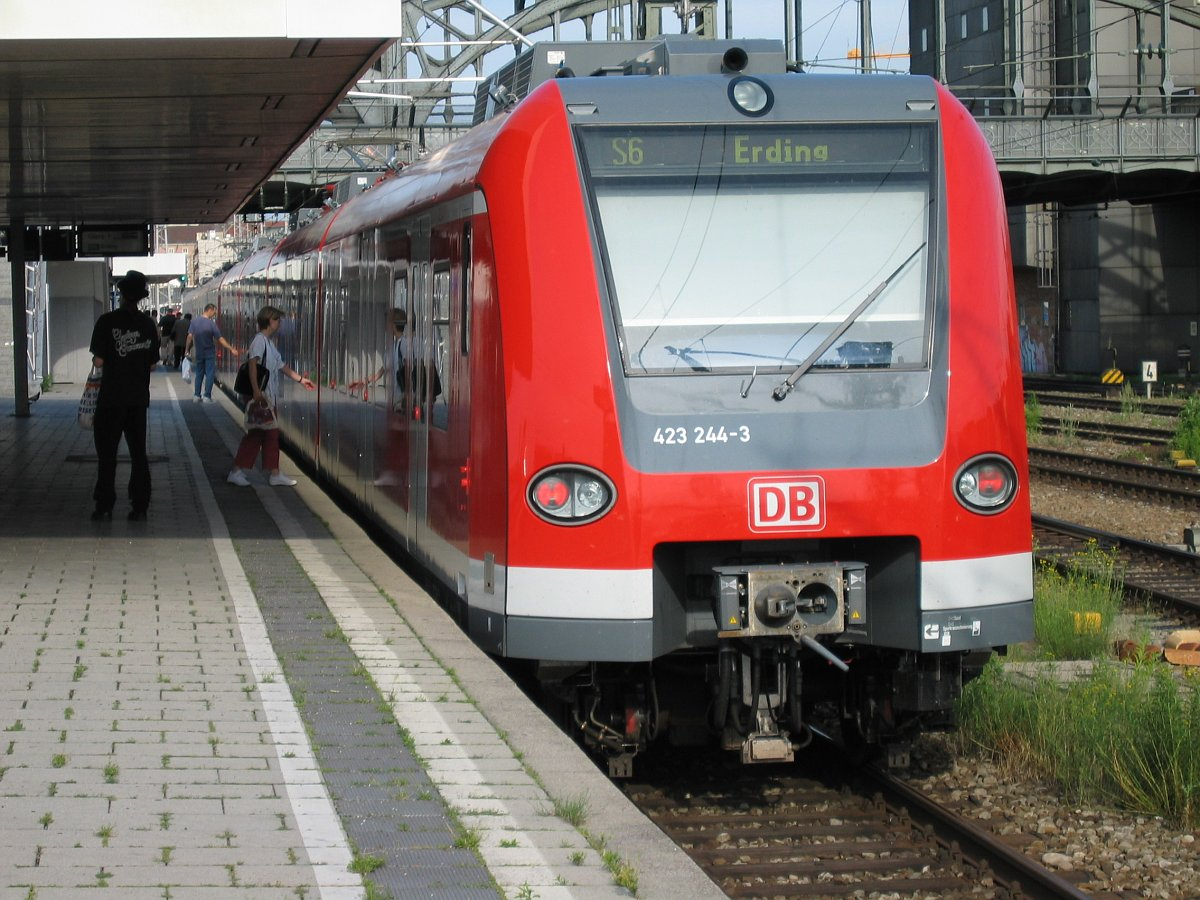
S-Bahn v Mnichově

V Německu je tento dopravní koncept dnes v provozu v následujících městech:
- Berlín
- Brémy
- Drážďany
- Freiburg[1]
- Hamburk
- Hannover
- Mnichov
- Norimberk
- Offenburg[1]
- Porýní (Mohan)
- Porýní (Neckar)
- Porýní (Ruhr)
- Rostock
- Střední Německo (Lipsko a Halle)
- Střední Polabí (Magdeburk)
- Stuttgart

Plánuje se vybudování S-Bahn v Augsburgu.

## S-Bahn v Rakousku
V Rakousku je S-Bahn v provozu pouze ve Vídni a Salcburku; v regionu Rheintal (Vorarlbersko) se místní regionální dráha nazývá také S-Bahn.
V jednání nebo i v plánovací fázi jsou dráhy S-Bahn v městech Innsbruck, Štýrský Hradec a Linec.

## S-Bahn ve Švýcarsku

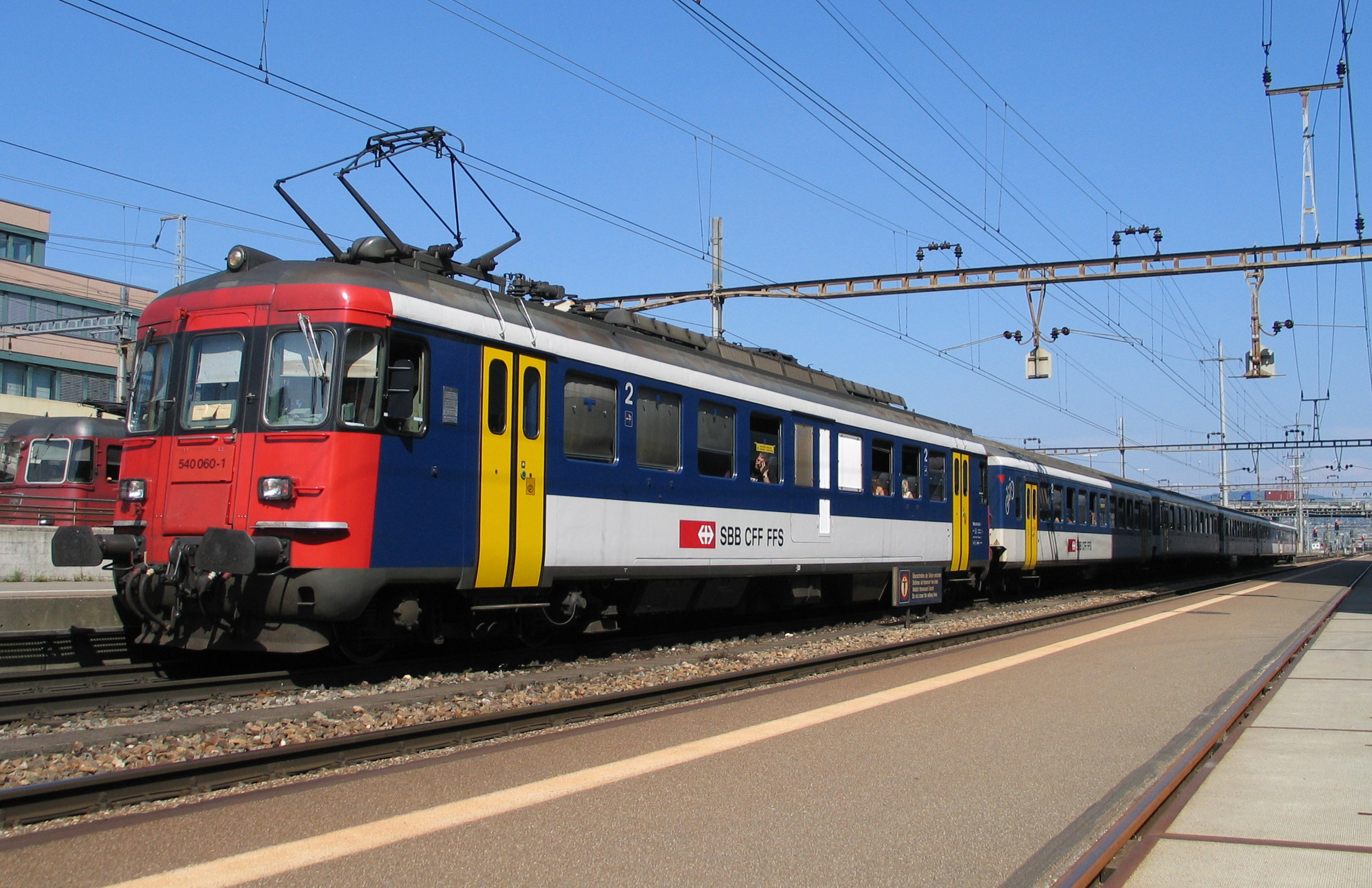
S-Bahn v Zürichu

V německojazyčné části Švýcarska se městská rychlodráha jmenuje S-Bahn, ve francouzsky mluvící části se používá označení Réseau Express Régional (RER); avšak často je i zde používáno loga S.
Nejstarším systémem S-Bahn ve Švýcarsku je dráha v Bernu, otevřená roku 1987, další je provozována v Zürichu. Za zmínku stojí i dráha v Basileji, která zasahuje i do Francie a Německa. Podle těchto vzorů vznikly v dalších letech další tratě v několika městech, v současné době jsou v provozu následující:
- Regio S-Bahn Basel (7 linek, označuje se logem v podobě písmene R)
- S-Bahn Bern (13 linek)
- S-Bahn Léman (7 linek)
- S-Bahn Luzern (8 linek)
- S-Bahn St. Gallen (10 linek)
- S-Bahn Tessin (4 linky)
- S-Bahn Zürich (26 linek)
- Stadtbahn Zug (2 linky)

## Vliv německého označení na další země
Označení městských a příměstských železnic písmenem S se ujalo i v dalších zemích. 

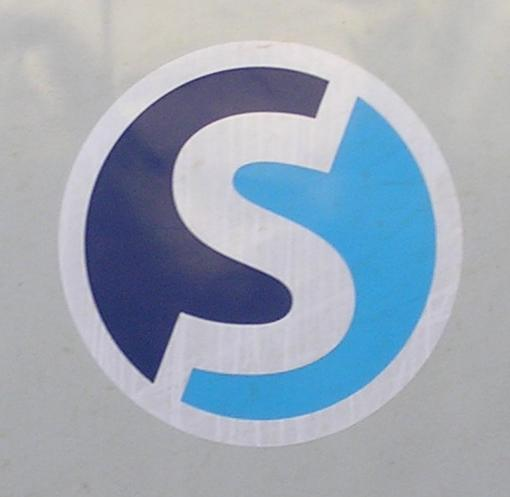
Logo Eska – příměstské železniční dopravy v okolí Prahy

V příměstské železniční dopravě v pražské aglomeraci se k neoficiálnímu označení linek na informačních panelech elektrických souprav používalo písmeno S ve spojení s číslem linky asi od roku 2003. Od prosince 2008 byly tyto linky znovu přečíslovány a systém začal být mediálně a marketingově propagován pod názvem Esko a logem tvořeným bílým S v kroužku ze dvou odstínů modré, které začalo být užíváno na vozidlech i ve stanicích a přestupních uzlech. S výjimkou tohoto označení však zpočátku nedošlo k výraznějším provozním ani tarifním změnám. Zkratka nemá český výklad, je pouze převzata z označení vžitého v sousedních německojazyčných zemích.
V Dánsku se tyto systémy označují S-tog
V italském Miláně začínají písmenem S označení linek systému Servizio ferroviario suburbano di Milano (Železniční příměstská služba Milána). Písmeno S zde znamená suburbano (příměstská).
Označení v jiných zemích jsou popsána v článku Příměstská železnice.